# شیطان فریبکار

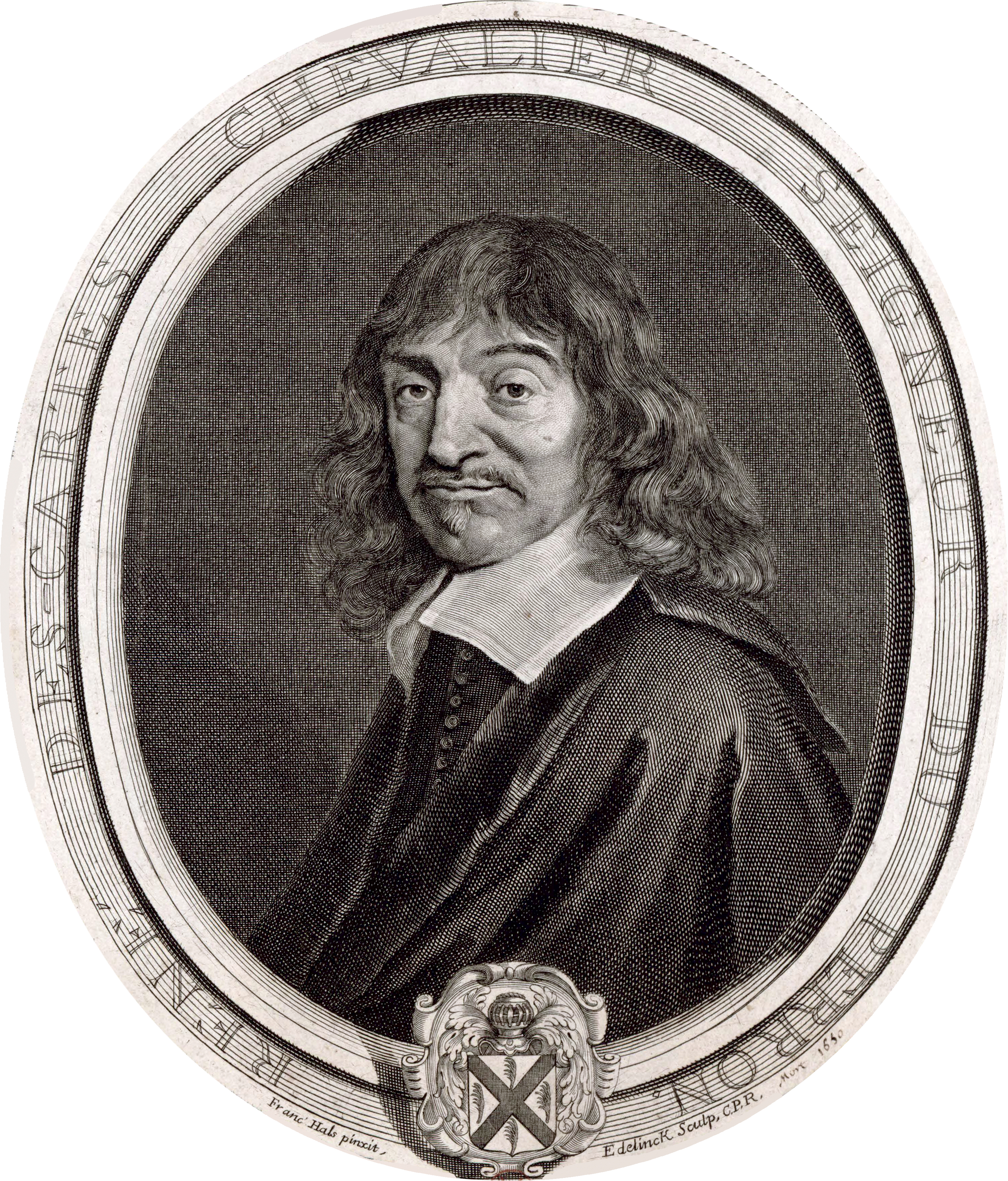
رنه دکارت

شیطان فریبکار یک آزمایش فکری در زمینهٔ شک‌گرایی است که توسط رنه دکارت در کتاب تأملات در فلسفه اولی در سال ۱۶۴۱ میلادی مطرح شد. دکارت در کتاب خود این فرض را مطرح می‌کند که ممکن است شیطانی فریبکار در حال فریب‌دادن انسان‌ها باشد؛ به‌طوری که نمی‌گذارد هیچ حس و دریافت حقیقی‌ای به ایشان برسد و حتی گفته می‌شود که می‌تواند هر هنگام که خواست آن‌ها را در انجام هرگونه عملیات انتزاعی مانند یک محاسبهٔ ریاضی نیز فریب دهد. سؤالی که مطرح می‌شود این است که انسان چگونه می‌تواند با وجود چنین شیطان فریبکاری به هرگونه حقیقتی دست یابد یا از درستی امور مطمئن شود؟ با وجود اینکه خود دکارت بر این باور بود که راهی برای باطل‌دانستن این فرض وجود دارد، اما این نظریه و سؤال‌های پیرامون آن همچنان در میان فلاسفه باقی‌مانده است و خوش‌بینی دکارت در حل مسئلهٔ شک‌گرایی میان فلاسفهٔ چندان دیده نمی‌شود.
دکارت شیطان فریبکار را چنین توصیف کرده است:
بنابراین من نه یک خدای برتر خوب و سرچشمهٔ حقیقت که یک شیطان نابغه را تصور می‌کنم. شیطانی که به همان اندازه‌ای که هوشمند است، توانا نیز هست و تمام تلاشش را می‌کند تا من را گمراه سازد. من فرض می‌کنم که بهشت، هوا، زمین، رنگ‌ها، شکل‌ها، صداها و همهٔ چیزهای بیرونی چیزی جز بازی‌های فریبکارانه در رویاهای من نیستند؛ دام‌هایی در راه ساده‌لوحی من. من فرض می‌کنم که دستی ندارم، چشمی ندارم، گوشتی ندارم، خونی ندارم، حسی ندارم، اما با این وجود به اشتباه به این باور رسیده‌ام که همهٔ این‌ها را دارم. من قاطعانه در این تعمق خواهم ماند و حتی اگر از دایرهٔ قدرت من خارج باشد که هیچ حقیقتی را دریابم، مطمئناً این توانایی را دارم که قاطعانه موافقت خودم با این اشتباه را حفظ کنم، مبادا که این فریبکار هرچند قدرت‌مند و نابغه بتواند اثری بر من داشته باشد.